# چیماماندا انگزی آدیچی
چیماماندا انگُزی اَدیچی (به انگلیسی: Chimamanda Ngozi Adichie) نویسنده نیجریایی است.

## زندگی
او در سال ۱۹۷۷ در نیجریه به دنیا آمد. او با رمان نیمی از یک خورشید زرد در سال ۲۰۰۷ جایزه ادبیات داستانی زنان را برد.

## برخی از آثار
- نیمی از یک خورشید زرد (۲۰۰۶) Half of a Yellow Sun
- یک تجربه‌ی خصوصی (۲۰۰۹) The Thing Around Your Neck
- ما همه باید فمینیست باشیم (خانم‌ها همه ما باید متحد باشیم) (۲۰۱۲) We Should All Be Feminists
- امریکانا (۲۰۱۳) Americanah
- مانیفست یک فمنیست در پانزده پیشنهاد (۲۰۱۷) Dear Ijeawele, or A Feminist Manifesto in Fifteen Suggestions
- در غم فقدان پدرم، یادداشت‌هایی بر سوگ و اندوه (۲۰۲۰) Notes on Grief
- زیکورا (۲۰۲۰) Zikora